# Julius Jacob von Haynau
Julius Jacob von Haynau (14 de octubre de 1786 - 14 de marzo de 1853) fue un general austriaco que destacó por sus acciones militares y también conocido por la cruel represión que ejerció contra los movimientos insurgentes en Italia y Hungría en 1848. 

## Infancia y educación
Julius Jacob von Haynau nació en Kassel (Alemania). Era hijo extramatrimonial de Rosa Dorothea Ritter y Guillermo I (1743-1821), landgrave y más tarde elector de Hesse-Kassel. Nació al regreso de su padre a Hesse-Kassel como heredero del landgraviato después de haber permanecido 20 años viviendo en Dinamarca. Guillermo I reconoció su paternidad y le facilitó la educación y el acceso como cadete al ejército.

## Matrimonio y familia
Después de varios años de servicio en el Ejército, con casi 22 años de edad, el 11 de octubre de 1808 Haynau contrajo matrimonio con Thérèse von Weber, hija del mariscal de campo Weber que moriría en combate al año siguiente, en la Batalla de Aspern-Essling durante las Guerras napoleónicas.
William y Thérèse permanecieron juntos durante más de cuatro décadas de matrimonio, hasta la muerte de Thérèse en 1850. Le sobrevivió su marido y la única hija fruto de la relación, Clotilde (27 de septiembre de 1809–25 de noviembre de 1897).

## Carrera militar
Ingresó oficialmente en el ejército austriaco como cadete, en 1801, cuando contaba 15 años. Obtuvo una extensa experiencia militar durante las Guerras napoleónicas, Fue herido en 1809, en batalla de Wagram, en la que los franceses obtuvieron una de sus victorias más importantes de la guerra.
Más tarde, se distinguió durante las operaciones austriacas en Italia entre 1815 y 1847, Haynau fue ascendido en varias ocasiones, logrando el rango de lugarteniente de mariscal del campo.

### Participación en las revoluciones

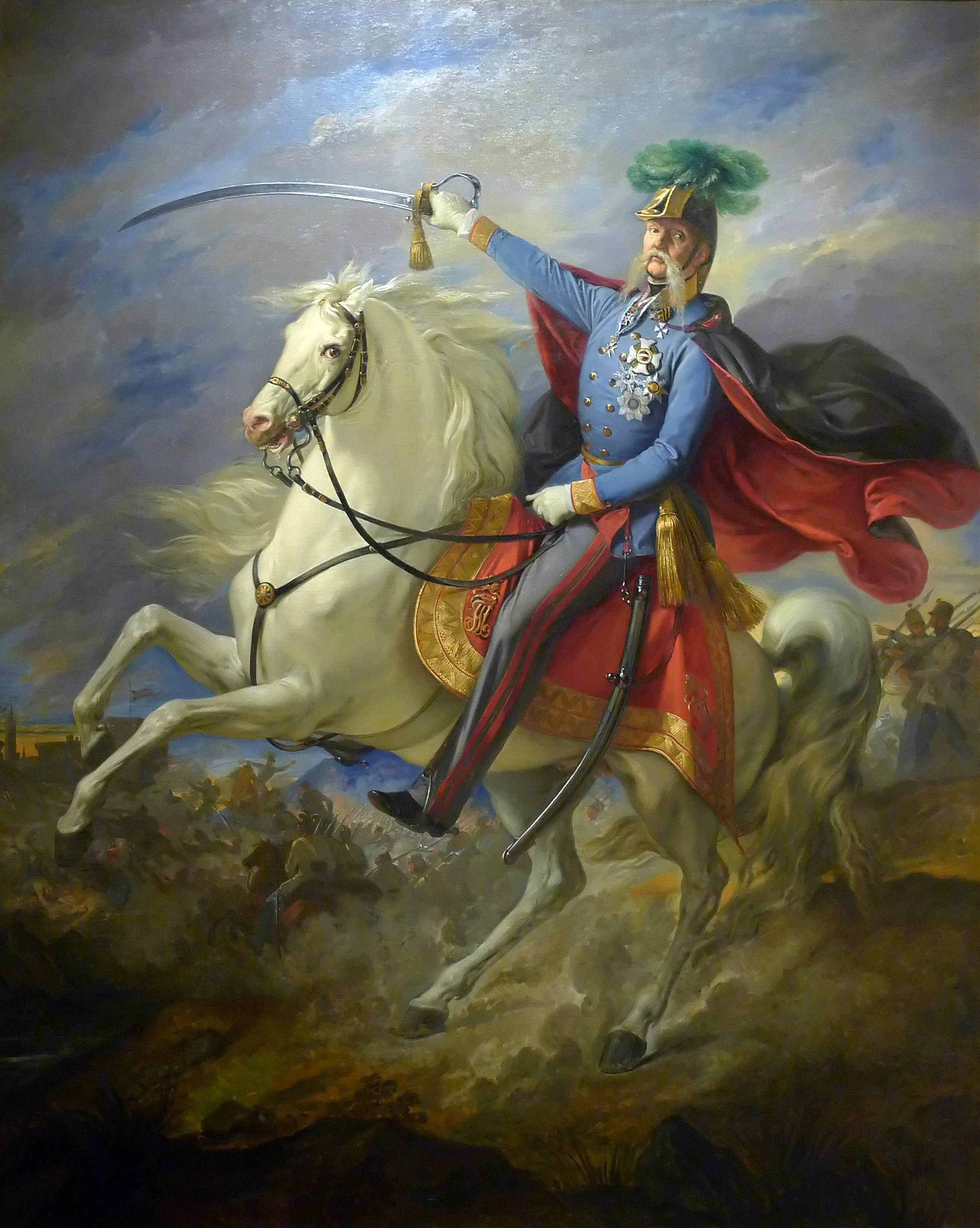
Pintura de Giuseppe Bezzoli en 1853 en la que representa a Haynau a la cabeza de sus tropas.

Se ha afirmado que Haynau poseía un temperamento violento, que le ocasionó problema con sus superiores. Su fuerte apoyo a la monarquía lo llevó a una oposición frontal hacia los movimientos revolucionarios de la mitad del siglo XIX. 
Cuando estallaron las insurrecciones revolucionarias de 1848 en Italia, Haynau fue elegido para comandar las tropas encargadas de su represión. Luchó con éxito en este país, en el que se dio a conocer por la severidad con la que reprimió un levantamiento en Brescia y el castigo a sus promotores, cuando una multitud atacó a soldados austriacos inválidos en el hospital y von Haynau ordenó la ejecución de un gran número de atacantes.[cita requerida]
En junio de 1849, Haynau fue enviado a Viena para comandar un ejército de reserva e ir al campo de batalla contra los revolucionarios húngaros y finalmente consiguió derrotarlos con la ayuda de una abrumadora fuerza intervencionista rusa, demostrando ser un líder eficaz pero despiadado. Su agresiva estrategia pudo estar motivada en parte por su deseo de que apareciera Austria, y no Rusia, como el principal vencedor en el conflicto. De hecho, von Haynau cuestionó la conveniencia de invitar a los rusos a intervenir, ya que consideraba que Austria, con los refuerzos procedentes de Italia, podría haber ganado la guerra sola
Tanto en Hungría como en Italia, Haynau fue acusado de brutalidad. Por ejemplo, se dice que ordenó que fueran azotadas las mujeres sospechosas de simpatizar con los insurgentes de Brescia. También ordenó la ejecución en la horca de los 13 generales rebeldes húngaros en Arad el 6 de octubre de 1849. 
Sus adversarios le apodaron la "hiena de Brescia" y "el verdugo de Arad." Los soldados austriacos se referían a él como el "tigre de Habsburgo."

### Últimos años

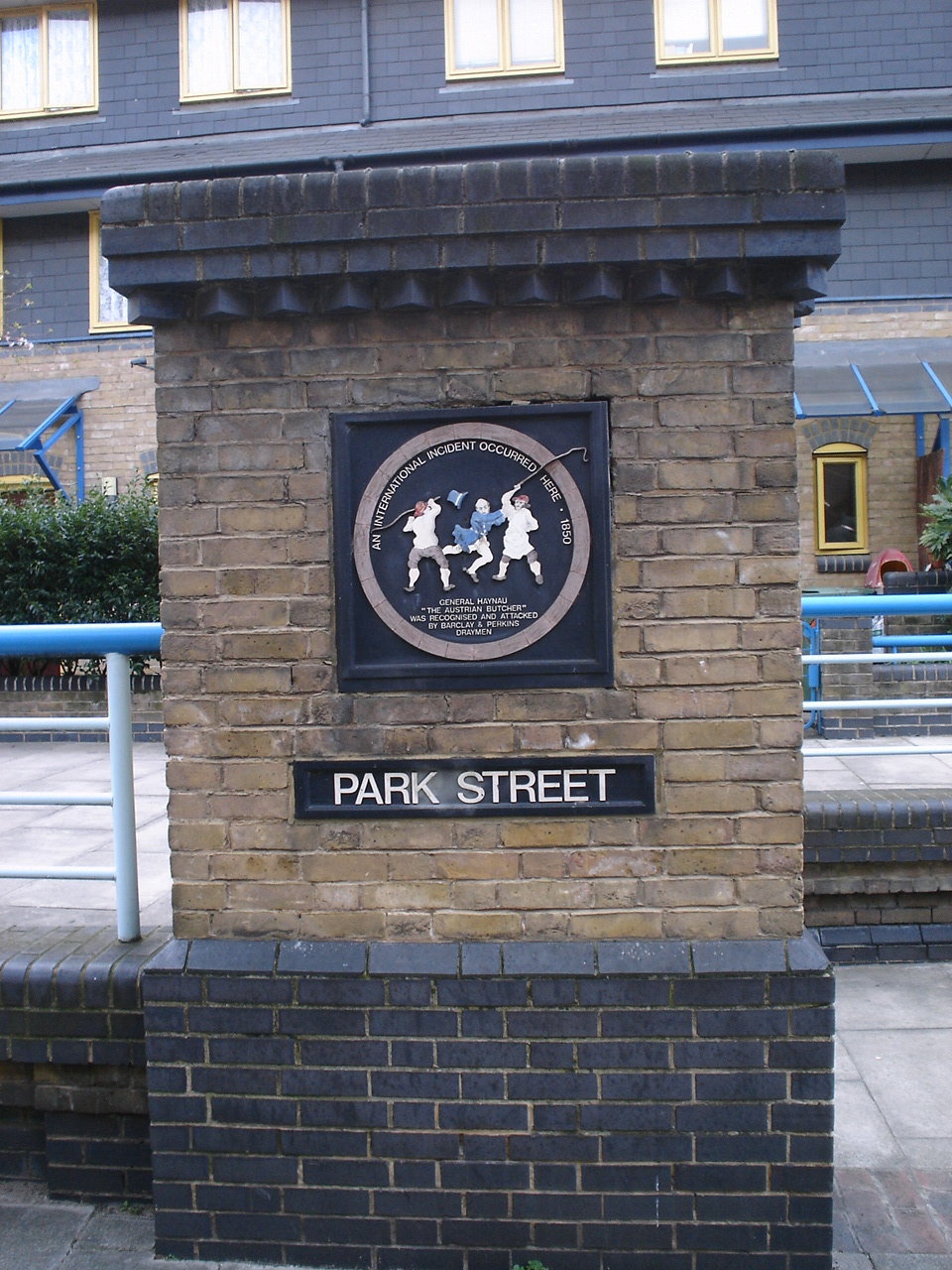
Placa en Park Street, Southwark, Londres, en la que conmemora el "incidente internacional" cuándo dos carreteros atacaron al general Haynau.

A la restauración de paz, Haynau fue ascendido a comandante en jefe en Hungría. Su temperamento le llevó de inmediato apelearse con el ministro de guerra y renunció a su cargo en 1850. Años más tarde, viajó al extranjero, Inglaterra y Europa occidental. 
Su reputación de brutalidad se había extendido en toda Europa occidental. En Bruselas, Haynau logró huir por muy poco de una turba violenta. En Londres, fue atacado por unos carreteros de la cervecería Barclay & Perkins que le arrojaron barro y estiércol y le persiguieon por Burough High Street, gritando "Abajo con el carnicero austriaco!". Cuándo el revolucionario italiano, Giuseppe Garibaldi, visitó Inglaterra en 1864, insistió en visitar la cervecería para dar las gracias a los carreteros.
Haynau está enterrado en el cementerio St. Leonhard en Graz, Austria.